# Roštín
Roštín (en allemand : Roschtin) est une commune du district de Kroměříž, dans la région de Zlín, en République tchèque. Sa population s'élevait à 696 habitants en 2025.

## Géographie
Roštín se trouve à 15 km au sud-ouest de Kroměříž, à 28 km à l'ouest-sud-ouest de Zlín, à 50 km à l'est de Brno et à 228 km à l'est-sud-est de Prague.
La commune est limitée par Zdounky au nord, par Kostelany à l'est, par Salaš au sud, par Staré Hutě et Chvalnov-Lísky au sud-ouest, et par Cetechovice à l'ouest.

## Histoire
La première mention écrite de la localité date de 1131.

## Transports
Par la route, Roštín se trouve à 16 km de Kroměříž, à 43 km de Zlín, à 57 km de Brno et à 263 km de Prague.